# A Mariña Central
A Mariña Central egy comarca (járás) Spanyolország Galicia autonóm közösségében, Lugo tartományban. Székhelye . A népessége 2005-ös adatok szerint 30 359 fő.

## Települések
A székhely neve félkövérrel szerepel.
- Alfoz
- Burela
- Foz
- Lourenzá
- Mondoñedo
- O Valadouro

1. ↑  https://www.ine.es/dynt3/inebase/index.htm?padre=525